# Halecium arcticum
Halecium arcticum – gatunek morskiego stułbiopława z rodziny Haleciidae, odkryty w lipcu 2003 podczas polskiej ekspedycji we fiordzie Hornsund w południowej części Spitsbergenu (Svalbard). Został znaleziony wśród wodorostów. Próbki pobrano w 3 miejscach, na głębokościach 5 i 10 m, podczas nurkowania w wodach fiordu. Materiały typowe zostały zdeponowane w Muzeum Historii Naturalnej w Genewie (Muséum d'histoire naturelle de la Ville de Genève, MHNG) w Szwajcarii. Naukowy opis taksonu sporządziła w 2007 Marta Ronowicz z Instytutu Oceanologii PAN oraz Peter Schuchert z MHNG.
Poza wodami Svalbardu Halecium arcticum występuje na obszarze północno-wschodniej Kanady. Tworzy krzaczaste kolonie o nieregularnych rozgałęzieniach, dorastających do 16 mm. Spotykany jest na różnorodnych podłożach, w tym skalnych, roślinnych i zwierzęcych. 